# Llengua de gat
|  | Per a altres significats, vegeu «Llengua de gat (peix)». |

Una llengua de gat és un tipus de bescuit de forma oblonga, d'uns cinc a vuit centímetres, més o menys allargats, probablement creat en el segle xvii. La pasta de base es compon d’una quantitat igual de farina i de sucre treballada amb ous o clara d’ou. Segons la consistència desitjada, és possible d'afegir llet o mantega normal o condensada. Es pot aromatitzar per exemple amb vainilla. Sovint es disposa en bastonets amb una mànega de pastisseria en una plata de forn amb mantega i es cou al forn durant alguns minuts.
De vegades, per exemple a França, Itàlia, Espanya o Filipines, la recepta és més simple. A Alemanya i Àustria, les llengües de gat (anomenades Katzenzungen) són bescuits de cullera o són enterament fetes de xocolata (llet de xocolata, xocolata negra i xocolata blanca). Es diuen Lengua de gato en castellà, Lingua di gatto en italià, Língua de gato en portuguès, kočičí jazýčky en txec, macskanyelv en hongarès. Segons el fabricant Küfferle, la seva primera producció data del 1892. A Alemanya, la producció de llengües de gat es divideix entre les empreses Sarotti, Hachez, Halloren. Al Japó, una "llengua de gat" és un bescuit farcit quadrat format per una capa de xocolata blanca entre dos bescuits quadrades.

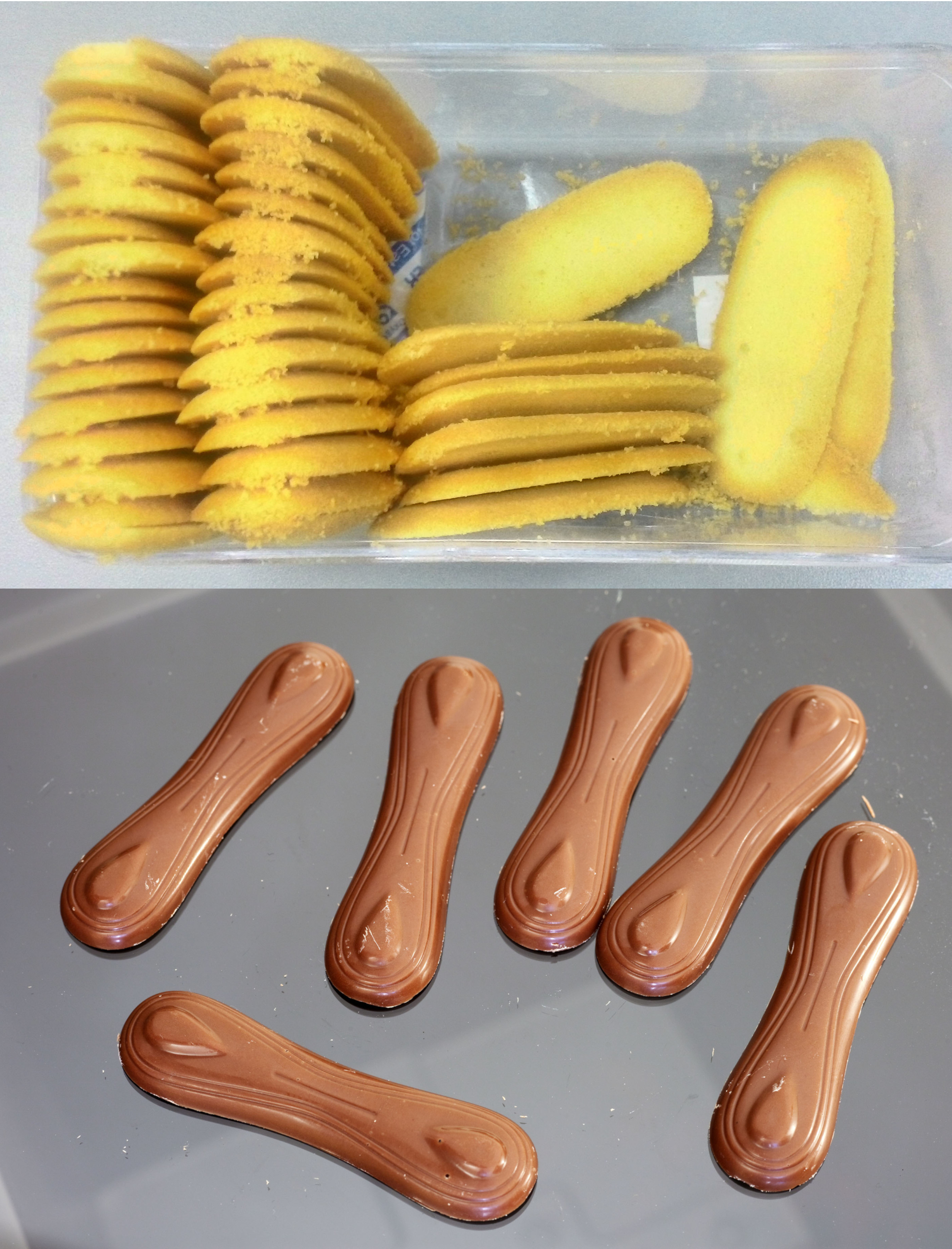
Llengües de gats: bescuits (a dalt), barres de xocolata amb llet (a baix).
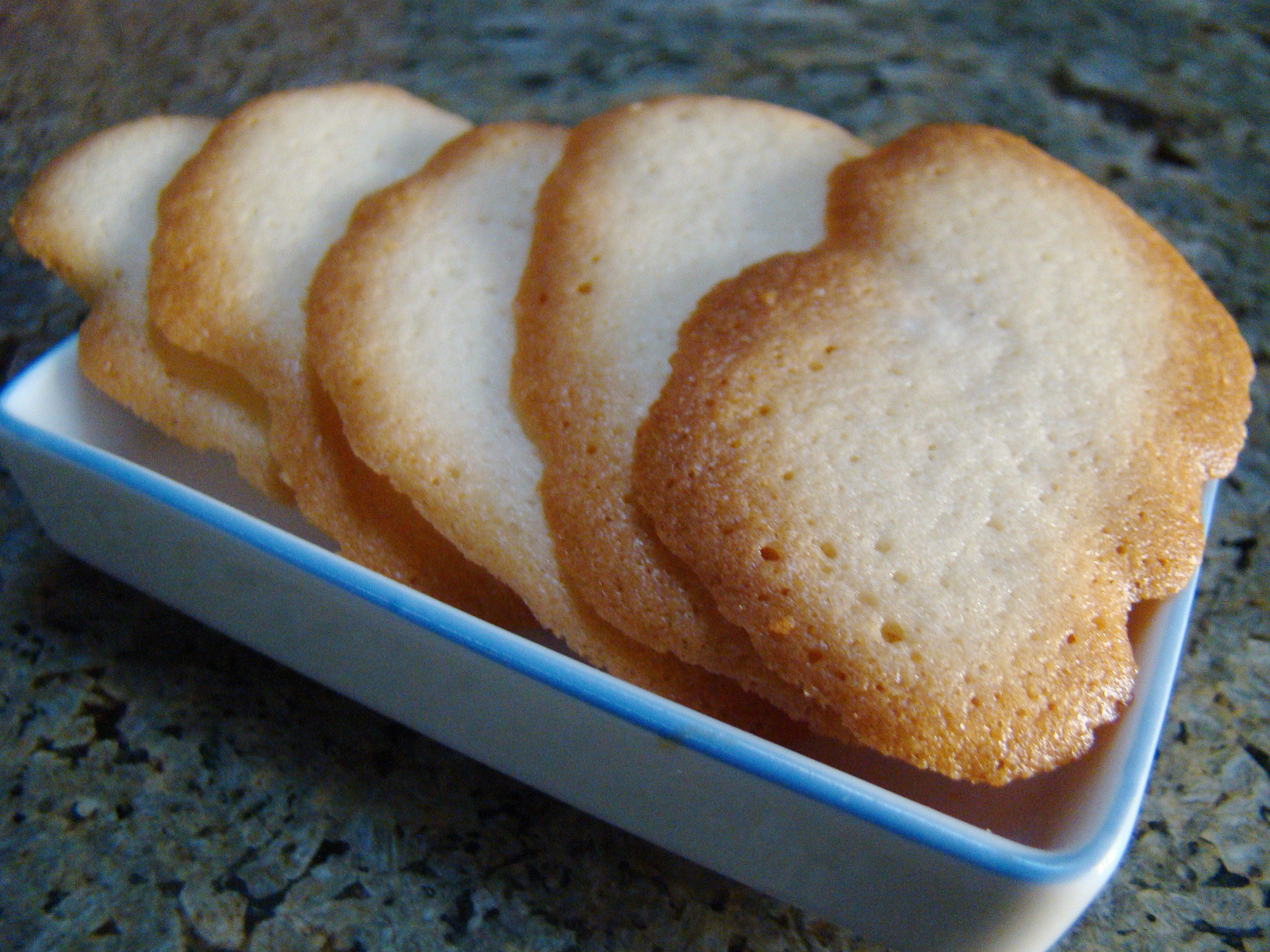
Llengua de gat vegana
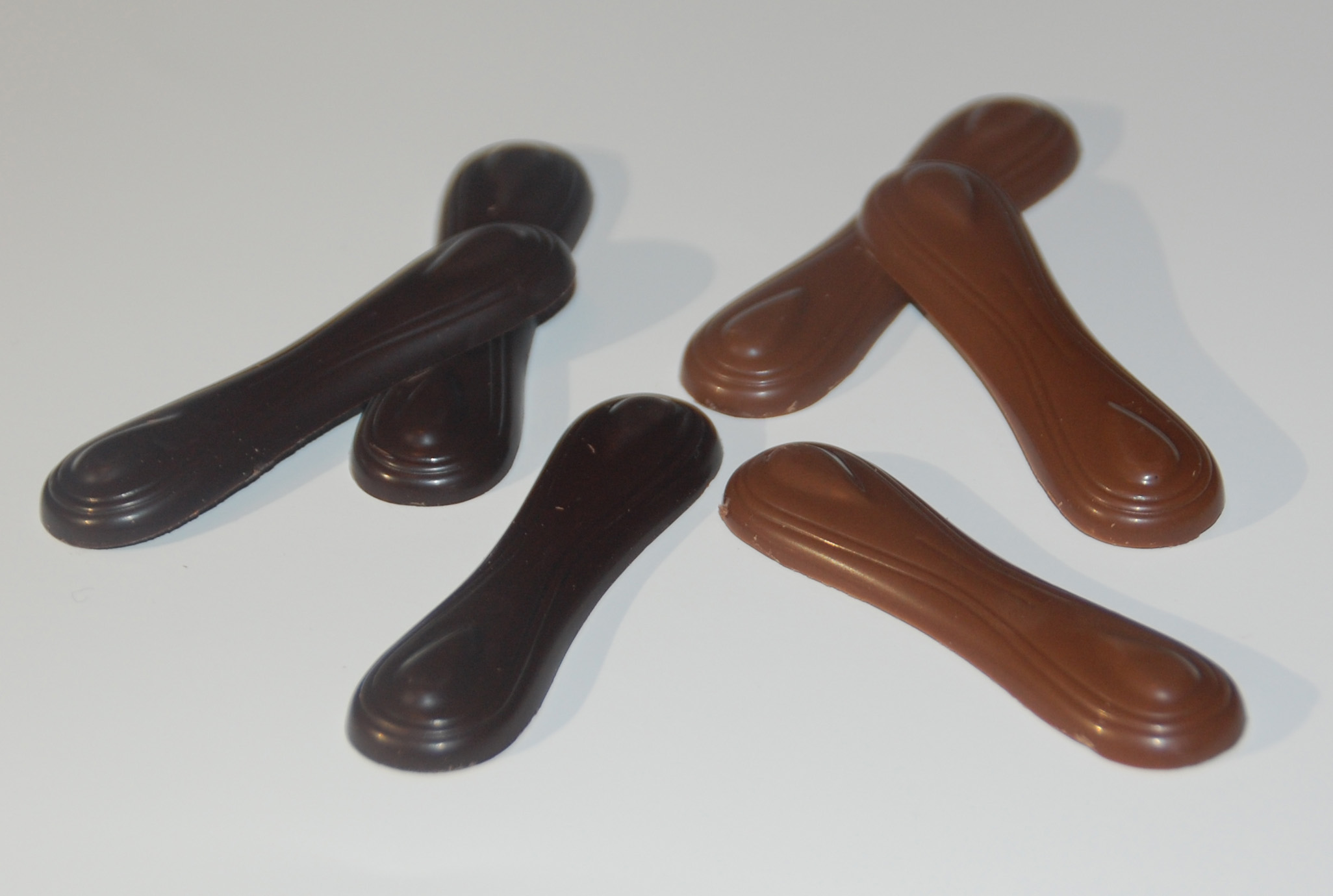
Katzenzungen